# Molophilus (Austromolophilus) pictipes
Molophilus (Austromolophilus) pictipes is een tweevleugelige uit de familie steltmuggen (Limoniidae). De soort komt voor in het Australaziatisch gebied.